# Liping Airport
Liping Airport (kinesiska: 黎平机场, 黎平機場, Lípíng Jīchǎng) är en flygplats i Kina. Den ligger i provinsen Guizhou, i den sydvästra delen av landet, omkring 250 kilometer öster om provinshuvudstaden Guiyang.
Runt Liping Airport är det ganska tätbefolkat, med 104 invånare per kvadratkilometer. Närmaste större samhälle är Longlisuo, 11,6 km norr om Liping Airport. I omgivningarna runt Liping Airport växer i huvudsak blandskog.
Genomsnittlig årsnederbörd är 1 724 millimeter. Den regnigaste månaden är juni, med i genomsnitt 285 mm nederbörd, och den torraste är december, med 58 mm nederbörd.